# Persicula robusta
Persicula robusta is een slakkensoort uit de familie van de Cystiscidae. De wetenschappelijke naam van de soort is voor het eerst geldig gepubliceerd in 1904 door G.B. Sowerby III.